# Station Saint-Piat
Station Saint-Piat is een spoorwegstation in de Franse gemeente Saint-Piat.